# Предистория на Бразилия
Предисторията на Бразилия е период от историята на Бразилия, обхващащ времето от заселването на първите хора около 6 хилядолетие пр.н.е. до появата на първите писмени източници след откриването на страната от европейците през 1500 година.
Най-ранните сведения за присъствие на хора на днешната територия на Бразилия са фосилни находки от Минас Жерайс, обикновено датирани към 6 хилядолетие пр.н.е. Предполага се, че те са потомци на първата вълна преселници от Азия в Америка.
За разлика от жителите на Андите, които създават уседнала земеделска цивилизация, хората в източната част на Южна Америка водят полуномадски начин на живот и не оставят писмени сведения или монументални архитектурни паметници. По тази причина за историята им преди достигането на страната от европейците през 1500 година се знае малко. По археологически данни, главно остатъци от керамика, може да се съди за наличието на множество локални култури, сложни вътрешни миграции и нетрайни по-големи политически обединения.
Първият европеец стъпил на земята, позната днес като Бразилия, е испанецът Висенте Пинсон на 16 януари 1500. Въпреки това, днес Бразилия се смята за официално открита на 22 април 1500 от португалския губернатор Педру Алвариш Кабрал, който, командвайки флот, пътуващ за Индия, акостира на тази дата край южния бряг на Баия. Предполага се, че по това време страната е обитавана от 2 милиона туземци, живеещи в каменната епоха. Местното индианско население е разделено на няколко етнически групи, по-важните от които са: тупи-гуарани (tupi-guarani), макроже (macro-jê) и араваки (aruaque). Най-голямата група, тази на тупи-гуарани, включва гуарани (guaranis), тупиникини (tupiniquins), тупинамба (tupinambá) и много други подразделения. Територията на тупи се простира между днешните щати Риу Гранди ду Сул и Риу Гранди ду Норти.
Пристигането на португалците започва така наречената фаза на колонизация – период, който води до комерсиализацията на pau-brasil, експлоатация на местния труд и прилагане на наследствената система за власт. Години наред се смяташе, че Денят на откриването на Бразилия е 3 май, но писмото, написано от Перо Вас де Каминя, изяснява недоразумението. 